# Sinterklaasjournaal (2008)
Het Sinterklaasjournaal in 2008 was het achtste seizoen van het Sinterklaasjournaal en werd gepresenteerd door Dieuwertje Blok. De intocht vond plaats in Almere.

## Verhaallijn
Per vliegtuig ging Rare Piet richting Almere. Bij aankomst per parachute plet hij per ongeluk de stoel van Sinterklaas. Op de Pakjesboot 12 werd geklaagd dat ze te langzaam voeren en deden vele pogingen om sneller te gaan. Zo vonden ze een doos gevuld met rode ballonnen. Bij het opblazen ging de boot zweven, maar niet meer vooruit. De Hoofdpiet ontdekte de ballonnen en bij het openen van het ruim waaiden ze weg. Uiteindelijk voer de boot Almere binnen, maar liep in de haven vast. Met enkele rode ballonnen die uit de boot naar Nederland waren gewaaid kon hij weer varen en uiteindelijk aanleggen. Maar de Rare Piet vluchtte weg omdat hij zijn fout van de kapotte stoel niet meer kon herstellen. Annemarie Jorritsma, de burgemeester van Almere, had echter nog een reservestoel.
In het Pietenhuis wilde de Huispiet de Pieten tellen, maar Sinterklaas onderbrak hem, omdat hij de Rare Piet miste (die zichzelf wegens zijn fouten Nietpiet noemde). Hij zocht in Nederland vergeefs naar werk bij een groenteboer, een speelgoedwinkel, als gymleraar van een school en als postbode.
De Wellespiet had de stoomboot (nog vol pakjes) geruild voor een speedboot, omdat hij dat een mooi sinterklaascadeau vond. Toen de Hoofdpiet dit hoorde, wilde hij dat de Wellespiet de boot weer terugruilde. Die kwam echter met een koe terug, daarna met een tafeltje en toen met een hobbelpaard, een snoepring en uiteindelijk met een enkele pepernoot.
Intussen vond de Nietpiet de stoomboot van Sinterklaas bij de nieuwe eigenaar. De boot had startproblemen en de Nietpiet repareerde hem met gemak, waarna hij weer kon varen. De eigenaar van de boot ontdekte hierdoor dat dit de Piet was die niet meer terug durfde. Hij vond dat hij de boot moest terugvaren. Na dit gezegd te hebben verliet hij de boot en liet de Nietpiet achter.
De Wellespiet vond de boot met de Nietpiet echter en troostte hem. Hij gaf hem de overgebleven pepernoot en samen voeren ze de boot vol pakjes terug naar Sinterklaas. De Nietpiet, die weer gewoon Rare Piet werd, herenigde met Sinterklaas en vervolgens barstte het feest los.

## Rolverdeling
| Rol                                 | Naam                  |
| ----------------------------------- | --------------------- |
| Presentatrice                       | Dieuwertje Blok       |
| Voice-over                          | Kees Driehuis         |
| Verslaggever                        | Jeroen Kramer         |
| Sinterklaas                         | Bram van der Vlugt    |
| Wellespiet                          | Dick van den Toorn    |
| Boekpiet                            | Marc Nochem           |
| Reservepiet                         | Pim Muda              |
| Hoofdpiet                           | Erik van Muiswinkel   |
| Huispiet                            | Maarten Wansink       |
| Pietje Precies                      | Bob Fosko             |
| Rare Piet                           | Rob Kamphues          |
| Sorrypiet                           | Marc-Marie Huijbregts |
| Ballonnenpiet                       | Peter Lusse           |
| Zorgpiet                            | Joep Onderdelinden    |
| Kookpiet                            | Edo Brunner           |
| Lollypiet                           | Alex Klaasen          |
| Pianopiet                           | Cor Bakker            |
| Dirigentpiet                        | Edwin Rutten          |
| Muziekpiet                          | Nol Havens            |
| Willem Grol                         | Ferry de Groot        |
| Professor Titus Tillema             | Dick Lam              |
| P.O.D.                              | Bas Hoeflaak          |
| P.O.D.                              | Peter van de Witte    |
| Jan Doedel                          | André van Duin        |
| Meneer Spijkers                     | Bruun Kuijt           |
| Gastrollen                          |                       |
| Buurjongen Daan                     | Jim van der Panne     |
| Groenteman                          | Oren Schrijver        |
| Vader Gerard                        | Porgy Franssen        |
| Boer                                | Herman Finkers        |
| Verkoopster in de winkel van Wallis | Sanne Wallis de Vries |
| Dokter                              | Irma Hartog           |
| Schoenmaker Hakkesloot              | John Leddy            |
| Kris Kras                           | Peter Tuinman         |
| Zichzelf                            | Jan Kruis             |
| Godfried van de Geneugten           | Urbanus               |